# 卡伦基奥
卡伦基奥（義大利語：Carunchio）是意大利阿布鲁佐大区基耶蒂省的一个镇。